# HD 31134
HD 31134，又名BD+52 898，SAO 24919、HR 1561，是一颗恒星，视星等为5.75，位于銀經155.05，銀緯6，其B1900.0坐标为赤經4h 48m 11.4s，赤緯+52° 6′ 25″。